# 堀直輝

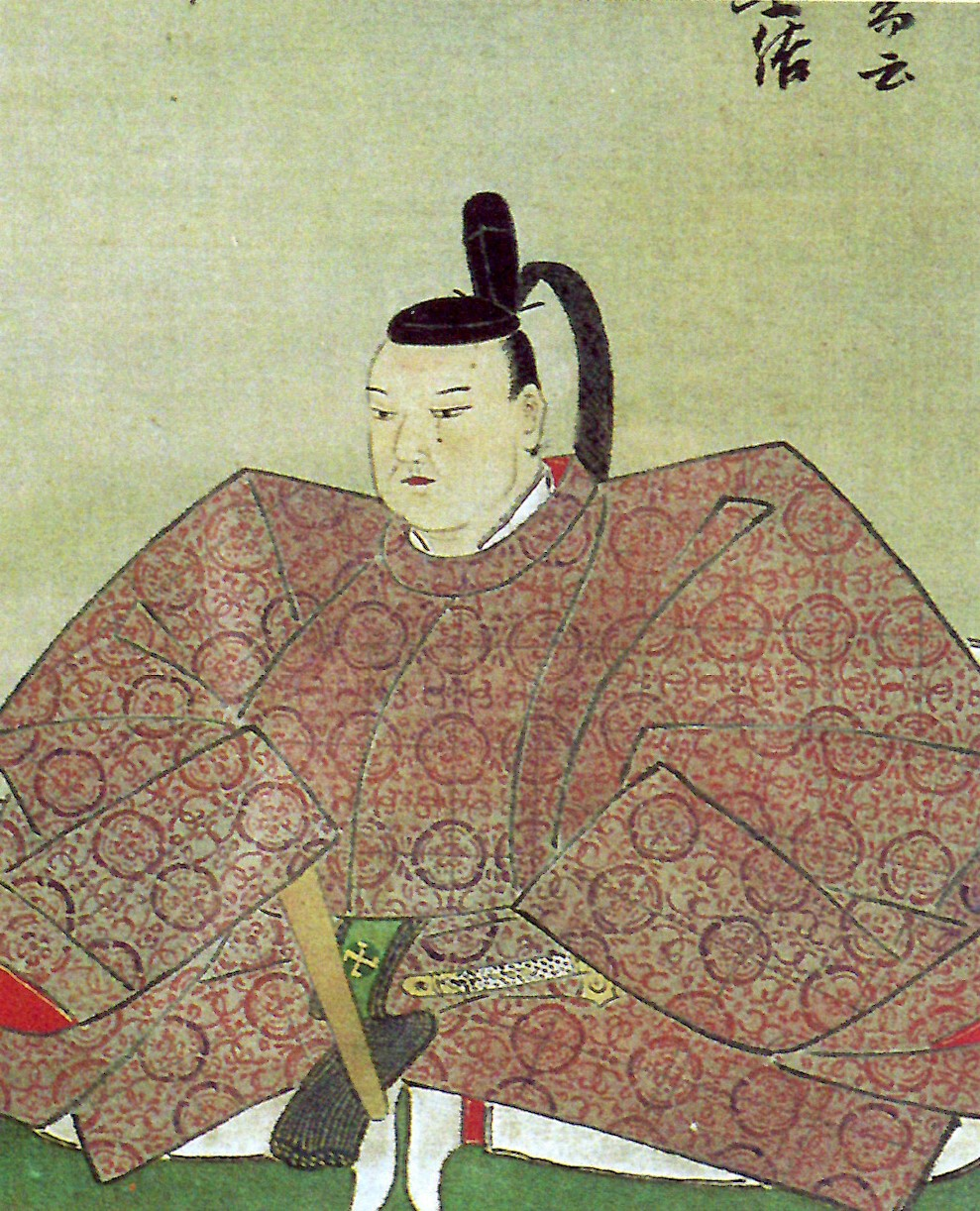
堀直輝

堀 直輝（ほり なおてる、寛永8年（1631年） - 寛文9年7月8日（1669年8月4日））は、江戸時代前期の大名。信濃国須坂藩の第3代藩主。信濃須坂堀家3代。第2代藩主堀直升の長男。母は堀直之の娘。正室は大河内松平正綱の娘（酒井忠当の養女）。子に堀直佑（長男）。官位は従五位下、肥前守。
寛永14年（1637年）、父・直升の死去により家督を相続する。万治3年（1660年）と寛文3年（1663年）に大坂加番を務めた。
寛文9年（1669年）に没し、跡を長男の直佑が継いだ。墓所は港区赤坂の種徳寺と須坂市寿泉院にある。

## 系譜
父母
- 堀直升（父）
- 堀直之の娘（母）

正室
- 松平正綱の娘 ー 酒井忠当の養女

子女
- 堀直佑（長男）生母は正室